# Каломини (Лука)
Каломини је насеље у Италији у округу Лука, региону Тоскана.
Према процени из 2011. у насељу је живело 47 становника. Насеље се налази на надморској висини од 549 м.